# 聖克魯斯德奇尼納
聖克魯斯德奇尼納（西班牙語：Santa Cruz de Chinina），是巴拿馬的城鎮，位於該國中東部，由巴拿馬省的切波區負責管轄，面積351.5平方公里，海拔高度1米，2010年人口1,572，人口密度每平方公里4.5人。